# Tessères de Némésis
Nemesis Tesserae
Pour les articles homonymes, voir Némésis.
Les tessères de Némésis (désignation internationale : Nemesis Tesserae) sont un ensemble de terrains polygonaux situé sur Vénus dans le quadrangle de Nemesis Tesserae. Il a été nommé en référence à Némésis, déesse grecque de la juste colère (des dieux) et de la rétribution céleste.